# I Think It's a Rainbow
I Think It’s A Rainbow är ett studioalbum av den svenska sångerskan Marit Bergman, utgivet 6 september 2006.

## Låtlista
1. "You Can't Help Me Now"
2. "No Party"
3. "Sun Goes Down"
4. "Alone Together"
5. "Mama I Remember You Now"
6. "Eyes Were Blue"
7. "Today Will Be The Day When Mourning Ends"
8. "Green Light"
9. "Still Summer"
10. "Forever Doesn't Live Here Anymore"